# Antonio Gelabert
Antonio Gelabert Amengual (* 7. September 1921 in Santa Maria del Camí; † 13. Dezember 1956 in Palma de Mallorca) war ein spanischer Radrennfahrer und nationaler Meister im Radsport.

## Sportliche Laufbahn
Als Amateur startete er für den Verein Club España Palma. 1946 war er Unabhängiger und wurde Dritter der nationalen Meisterschaft im Straßenrennen. Von 1947 bis 1956 war er als Berufsfahrer aktiv.
Gelabert gewann die nationale Meisterschaft im Straßenrennen 1950 vor Bernardo Ruiz. 1955 gewann er den Titel erneut. 1948 wurde er Vize-Meister hinter Bernardo Ruiz. Im Bergfahren holte er sich 1952 den spanischen Meistertitel.
Er konnte mehrfach Erfolge in Etappenrennen erzielen. 1950 siegte er in der Katalonien-Rundfahrt mit zwei Etappensiegen, 1952 in der Vuelta a Castilla und in der Vuelta a Mallorca, 1953 in der Vuelta Asturias mit einem Tagessieg und 1956 in der Vuelta a los Pirineos. Etappensiege konnte er in der Katalonien-Rundfahrt 1947, 1950 (zweimal) und 1952, in der Vuelta Asturias 1953, in der Volta a la Comunitat Valenciana 1954 und in der Vuelta a España 1950 (zweimal) und 1955 verbuchen.
Auch in Eintagesrennen war er erfolgreich. Die Trofeo Jaumendreu gewann er 1949 vor Bernardo Capó, die Clásica a los Puertos de Guadarrama und den Gran Premio Pascuas 1952.
Zweite Plätze erreichte er in den Rennen Trofeo Jaumendreu 1946, Clásica a los Puertos de Guadarrama 1949 und 1951 und Subida a Arrate 1956.
Gelabert bestritt alle Grand Tours. In der Tour de France wurde er 1952 Zehnter und Zweiter in der Bergwertung. Den Giro d’Italia fuhr er 1955, die Vuelta a España fuhr er fünfmal. Der 9. Platz 1950 war sein bestes Resultat in der Gesamtwertung.
Er starb 1956 an den Folgen eines Autounfalls.

## Grand-Tour-Platzierungen
| Grand Tour            | 1948 | 1949 | 1950 | 1951 | 1952 | 1953 | 1954 | 1955 | 1956 |
| --------------------- | ---- | ---- | ---- | ---- | ---- | ---- | ---- | ---- | ---- |
| Vuelta a EspañaVuelta | 17   | DNF  | 9    | –    | –    | –    | –    | 20   | DNF  |
| Giro d’ItaliaGiro     | –    | –    | –    | –    | –    | –    | –    | 46   | –    |
| Tour de FranceTour    |      |      |      | –    | 10   | 48   | –    | DNF  | –    |